# الداخلة (مركز)
مركز الداخلة، مركز إداري مصري. يقع في محافظة الوادي الجديد الواقعة في جمهورية مصر العربية. القاعدة الإدارية للمركز هي مدينة موط.